# Бейлик
Бейли́к (осман. بكلك‎, тур. beylik) — феодальное владение в Анатолии в XI—XVI веках, управлявшееся беем.
Первая группа бейликов появилась в Восточной Анатолии вместе с Конийским султанатом после битвы при Манцикерте (1071) как следствие массового переселения в Анатолию туркменских племён. Вторая группа бейликов возникла как уджи Конийского султаната. Их основывали племена, пришедшие в Анатолию из Средней Азии и спасавшиеся от монголов. После битвы при Кесе-Даге (1243) сельджукские султаны подчинились Хулагуидам. Примерно к 1300—1308 годам в Анатолии сложилась ситуация, когда Конийский султанат, разрушаемый изнутри усобицами, не имел сил удерживать своих уджбеев, но в этот период они ещё не обрели независимость, поскольку продолжали платить дань Хулагуидам. После смерти в 1335 году ильхана Абу-Саида большинство уджбеев стали независимыми правителями — беями. Правители Османского бейлика (Османской империи), по мере его роста, покоряли соседние бейлики. В 1608 году ими был присоединен последний бейлик.
В бейликах развивались науки, литература и искусство. Создавались произведения на турецком языке, что способствовало формированию турецкого этноса.

## Название
Небольшие государственные образования в Малой Азии, существовавшие в XI—XVI веках, в Турции чаще всего называют бейлик (от слова бей), а в России и бейлик (К. А. Жуков, Ю. П. Петросян, Д. Еремеев и М. С. Мейер, С. Ф. Орешкова), и эмират (К. А. Жуков, Д. Еремеев и М. С. Мейер, С. Ф. Орешкова), и княжество (Д. Еремеев и М. С. Мейер, Ю. Петросян, В. Гордлевский, Р. Шукуров). Во главе бейликов стояли правители, носившие различные титулы на турецком и арабском языках, такие как «великий бей (улу-бей), бей, мелик, эмир и султан».
В основе организации бейликов были два принципа: территориальный и племенной, но объединение происходило вокруг главы племени и его потомков. По этой причине названия большинства бейликов  были связаны не с названием территории, а с названием династии, например, Османогуллары, Дилмачогуллары, Саруханогуллары (осман. اوغللري‎, тур. oğulları — «сыновья»).

## Восточно-анатолийские турецкие бейлики (XI — первая половина XIII века)
Первые бейлики появились в Анатолии после сельджукского завоевания, начиная со второй половины XI века. После поражения византийского императора Романа Диогена от сельджукского султана Алп-Арслана в битве при Манцикерте в 1071 году, сельджуки (ветвь огузов) захватили бо́льшую часть Анатолии. Был основан султанат с центром в Никее (а затем в Конье). Военачальники Альп-Арслана захватывали византийские земли и образовывали на них независимые или полунезависимые бейлики.
| Название бейлика                                 | Столица                                                       | Год основания | Год исчезновения |
| ------------------------------------------------ | ------------------------------------------------------------- | ------------- | ---------------- |
| Мангуджакогуллары                                | Эрзинджан (1072—1243), Дивриги (1142—1197)                    | 1071          | 1277             |
| Салтукогуллары                                   | Эрзурум                                                       | 1071          | 1202             |
| бейлик Чака-бея                                  | Смирна (Измир)                                                | 1081          | 1098             |
| Чубукогуллары                                    | Харпут, Палу                                                  | 1085          | 1112             |
| Данышмендогуллары                                | Сивас (1071—1174), Малатья (1142—1178)                        | 1085          | 1175             |
| Дилмачогуллары                                   | Битлис                                                        | 1085          | 1192             |
| Иналогуллары Нисаногуллары                       | Диярбакыр                                                     | 1098 1142     | 1183             |
| бейлик Шах-Арменидов (Сукманогуллары, Ахлатшахи) | Хлат (Ахлат)                                                  | 1100          | 1207             |
| Артукогуллары                                    | Хасанкейф (1098—1232), Мардин (1102—1408), Харпут (1185—1234) | 1102          | 1409             |

## «Период бейликов» (70-е годы XIII — первая половина XV века)

Бейлики и другие государства Малой Азии в 1339 году:
(A) Трапезундская империя
(B) Византийская империя
(D) Киликийская Армения
2. Караманогуллары
3. Инанчогуллары (Ладик)
4. Сахиб-атаогуллары
6. Ментешеогуллары
8. Джандарогуллары
9. Карасыогуллары
10. Османогуллары
11. Гермияногуллары
12. Хамидогуллары
13. Саруханогуллары
14. Айдыногуллары
15. Ментешеогуллары
16. Эретнаогуллары
17. Дулкадирогуллары

Период в истории Анатолии с конца XIII века (примерно с 70-х годов) до первой половины (середины) XV века получил название «период бейликов» или «эпоха бейликов».
Под напором монголов в Анатолию из Средней Азии перекочёвывали тюркские племена, это была вторая волна тюркской миграции в Малой Азии. В 1229 году, отступая от монголов, к анатолийской границе сельджукского государства подошёл последний хорезмшах Джелалэддин Мангуберди. В августе 1230 года Алаэддин Кей-Кубад I сразился с Джелалэддином и разбил его в битве у Яссычемена. В 1231 году Джелалэддин умер, а сопровождавшие его в походе воины обосновались в Анатолии, поступив на службу к сельджукам. Некоторые хорезмские военачальники и предводители племён получили от сельджукских султанов в управление приграничные территории — уджи. Вожди других племён тоже отправлялялись султанами к западной, северной и южной границам сельджукского султаната. Если военачальник завоёвывал для сельджукского султана какие-то территории, то эти земли отдавались завоевателю как тимар. Так образовались, например, Айдын, Сарухан, Караси. Некоторые земли давались в награду за службу. Так, например, Кастамону был дан Хусамеддину Чобану, и Синоп — Мюинеддину Сулейману Перванэ.
После смерти султана Алаеддина Кей-Кубада I в 1237 году в государстве сельджуков началась длительная борьба между его средним сыном Иззеддином Кылыч-Арсланом и его старшим сыном Гияседдином Кей-Хосровом. Во время этой борьбы погибли многие из таких опытных государственных деятелей, как Саадэддин Копек, что было большой потерей для государства. Гияседдин Кей-Хосров, слабый и некомпетентный правитель, приблизил молодых и неопытных людей, назначив их на ключевые посты, что ослабило административный механизм государства. Это привело к народным восстаниям. Монголы, заметившие ослабление сельджукского государства, воспользовались этим. После разгрома при Кёсе-даге в 1243 году Конийский султанат оказался подчинён Хулагуидам.
Пока существовала Никейская империя (до 1261 года), её восточная граница контролировалась укреплениями, а в каждой крепости сидел наместник-архонт. С возвращением Константинополя в 1261 году и переносом в него столицы из Никеи азиатские рубежи Византии стали приходить в запустение. Наместники в крепостях оставались, но центр уже не мог оперативно оказывать им помощь. Византия практически не имела армии и без призвания наёмников она была не в силах защищать себя. По сути, греческие наместники были предоставлены сами себе. Туркменские беи, получившие от сельджукских султанов уджи на границе с Византией, воспользовались этим и расширили свои границы. В Центральной Анатолии число бейликов было небольшим, и существовали они, в основном, короткое время, поскольку влияние сельджукско-монгольской администрации в центре проявлялось сильнее.
Примерно в 1299—1300 годах в Анатолии сложилась ситуация, когда формальный сюзерен, Конийский султанат, разрушаемый изнутри усобицами, не имел сил удерживать своих уджбеев. Туркменские беи, используя ситуацию, постепенно объявляли о своей независимости. В это время обрели независимость многие династии правителей малых государств Анатолии. Тем не менее, согласно И. Х. Узунчаршилы, господство сельджуков вскоре было заменено господством ильханов. Беи продолжали управлять уджами, но уже под сюзеренитетом ильханов. В 1317 году, когда Эмир Темирташ Чобаноглу прибыл в Анатолию, большинство беев явились к нему уверить в верности. Каждый год они должны были приносить определённую дань, это означает, что они признавали сюзеренитет ильхана. Полная независимость бейликов от монголов наступила со смертью ильхана Абу Саида в 1335 году.
Правители Османского бейлика (Османской империи), по мере его роста, покоряли и присоединяли соседние бейлики. В 1360 году ими был покорён первый бейлик (Карасыогуллары), а в 1608 году — последний (Рамазаногуллары).

| Название бейлика              | Столица                                                      | Год основания | Год исчезновения |                                                |
| ----------------------------- | ------------------------------------------------------------ | ------------- | ---------------- | ---------------------------------------------- |
| Чобаногуллары                 | Кастамону                                                    | 1227          | 1309             |                                                |
| Караманогуллары               | Караман                                                      | 1256          | 1483             | ветвь династии правила в бейлике Алайе         |
| Инанчогуллары                 | Денизли                                                      | 1261          | 1368             |                                                |
| Сахиб-Атаогуллары             | Афьонкарахисар                                               | 1275          | 1341             |                                                |
| Перванэогуллары               | Синоп                                                        | 1277          | 1322             |                                                |
| Ментешеогуллары               | Миляс, Ментеше                                               | 1280          | 1424             |                                                |
| Эшрефогуллары                 | Бейшехир                                                     | 1284 (?)      | 1326             |                                                |
| Джандарогуллары               | Эфлани (1291—1309), Кастамону (1309—1398), Синоп (1398—1461) | 1292          | 1462             |                                                |
| Бейлик Алайе                  | Алайе (Аланья)                                               | 1293          | 1571             | династия — ветвь Караманогуллары               |
| Карасыогуллары                | Бергам, Балыкесир                                            | 1297          | 1360             |                                                |
| Османогуллары (Османы)        | Сёгют, затем Бурса, Димотика, Эдирне и Стамбул               | 1299          | 1922             |                                                |
| Гермияногуллары               | Кютахья                                                      | 1300          | 1429             |                                                |
| Хамидогуллары                 | Эгридир                                                      | 1301          | 1391             | ветвь династии правила в Текеогуллары          |
| Хаджимирогуллары              | Милас, Орду                                                  | 1301          | 1427             | один из бейликов Джаник                        |
| Саруханогуллары               | Магнисия, Маниса                                             | 1302          | 1410             |                                                |
| Айдыногуллары                 | Бирги, затем Айдын, Смирна                                   | 1308          | 1426             |                                                |
| Кубадогуллары                 | Ладик                                                        | 1318          | 1419             | один из бейликов Джаник                        |
| Текеогуллары                  | Анталья                                                      | 1321          | 1423             | династия — ветвь Хамидогуллары                 |
| Эретнаогуллары                | Сивас (1337—1398), Эрзинджан (1375—1381)                     | 1335          | 1381             | преобразовался в государство Кади Бурханеддина |
| Дулкадирогуллары              | Мараш, Малатья                                               | 1339          | 1521             |                                                |
| Таджеддиногуллары             | Никсар                                                       | 1348          | 1428             | один из бейликов Джаник                        |
| Рамазаногуллары               | Адана                                                        | 1352          | 1608             |                                                |
| Государство Кади Бурханеддина | Сивас (1381—1398), Эрзинджан (1381—1404)                     | 1381          | 1399             | преобразовано из Эретнаогуллары                |
| Кутлушахи                     | Амасья                                                       | ок. 1340      | 1393             | один из бейликов Джаник                        |
| Ташаногуллары                 | Мерзифон                                                     | ок. 1350      | 1430             | один из бейликов Джаник                        |

## Организация
Земля на границах (в уджах) передавалась султанами вождям (беям) племени. Когда эти туркменские беи позднее начали обретать независимость, они начали подражать сельджукской организации государства. Управление бейликов было основано на племенной традиции.  Земля считалась собственностью семьи правителей. Самый влиятельный представитель семьи был избираем советом старейшин и назывался «старший бей» («ulu bey»), «великий эмир» («emîr-i azam») или «великий султан» («sultân-ı azam»). Термин улу-бей использовался в обычной речи, а два других были официальными титулами беев на монетах, в хутбе, надписях на зданиях, письмах другим правителям и на указах. «Старший бей» правил в столице и отправлял своих детей и братьев управлять провинциями. Икта выделялись каждому члену династии. Например, Бунсузогуллары, сыновья погибшего в бою Бунсуза, брата Караман-бея, сохраняли эти владения не только в период Караманогуллары, но и в османский период.
В руках правителя была сосредоточена вся власть (военная и судебная в том числе). Жил правитель бейлика, как и сельджукские султаны, во дворце. Гермияногуллары построили дворец, содержавший 360 помещений. Дворец Мехмед-бея Айдыноглу описал Ибн Баттута. Двор правителя бейлика повторял двор государства сельджуков. Его образовывали официальные лица, такие как хаджиб (изначально — камергер), мирахур, чашнигир (следил за столом правителя), джандар (начальник стражи), шарабдар (виночерпий), рикабдар (конюший) и музахиб (приближённое доверенное лицо, фаворит). Организация двора и число придворных зависели от  доходов бейлика. Известно, что в первой половине XIV века у правителя Гермияногуллары Якуба-бея I были казначей, мирахур, дворцовые чиновники и рабы, визирь, кади, субаши (военачальник).
В бейликах существовали диваны для управления. Главу дивана часто называли «визирь» или «сагхиби азам». Диван занимался законами и не военными делами. Финансами государства заведовало отдельное учреждение (диван). Для написания приказов и указов бея существовали отдельные канцелярии (Нишан-Диван). В провинциях у младших беев были такие же учреждения. Младшие беи управляли провинциями, приобретая опыт. Если сын старшего бея был мал, правитель назначал ему из доверенных людей атабека и/или лалу, который управлял государственными делами до того, как сын бея станет совершеннолетним, а иногда и после. Помимо вали (губернатора), делами в провинции занимались кади (судья) и субаши (комендант). Кади занимались вопросами шариата и разрешали семейные судебные дела, а субаши — военными делами и охраной порядка.
В независимых бейликах от имени «старшего бея» чеканили монеты и читали хутбу. Серебряные монеты в зависимости от бейлика и от периода содержали от трёх с половиной до восьми с половиной каратов серебра.
В бейликах сохранился тюркский обычай оплакивать смерть члена семьи и стричь волосы. Когда Айдыноглу Мехмед-бей скончался, семья оплакивала его семь дней, члены семьи остригли волосы. Траурным цветом был чёрный. Передача власти в бейликах осуществлялась либо путём назначения правителем наследника, либо путём избрания на семейном совете (не считая случаев, когда власть захватывалась силой или передавалась через сюзерена). Например, беи Айдыногуллары занимали трон по решению семейного совета, который учитывал заслуги и компетентность кандидата. Так, несмотря на то, что основатель княжества признавал своего второго сына, Умура, наследником при жизни, этого было мало. Требовалось подтверждение семейного совета.
У сельджуков практиковалось наделение чиновников и военных землёй на правах хасса, тимара, икта. Хотя не сохранилось оригинальных реестров, касающихся управления землёй и крестьянства в анатолийских бейликах, но они были скопированы в османские тахрир-дефтеры (кадастровые реестры). Подавляющее большинство записей было перенесено из книг Караманогуллары. По словам И. Узунчаршилы, реестры Караманогуллары более ценны, чем записи других бейликов, поскольку основные сельджукские города (Конья, Кайсери, Нигде и Аксарай) перешли от сельджуков к именно к Караманидам, которые стали перенимать сельджукские методы управления. Кроме того, Караманогуллары существовали достаточно долго и их система управления устоялась. Реестры Караманогуллары были, по словам И. Узунчаршилы, идеально устроены. В них упоминаются территории, которые они предоставляли, сертификаты на землю и документы о проверке.
Улемы и чиновники из свиты правителя получали тимары, как и военные, соответственно чину и званию.
В период бейликов не было большой разницы между городским и сельским населением, хотя горожане были более свободны, чем крестьяне, с точки зрения владения имуществом. Города и горожане платили всевозможные религиозные и другие налоги. Крестьяне не были владельцами земельных участков. Они жили на конкретном месте временно и, пока они обрабатывали землю, их не трогали. Обрабатывающий землю крестьянин платил десятину владельцу земли. Если крестьянин обрабатывал земли, принадлежащие не конкретному владельцу, а государству (бею), то он платил десятину в казну. Крестьяне отвечали за вспахивание и возделывание земель. Они не могли покинуть землю и отправиться на другую землю. Жители некоторых территорий могли освобождаться от уплаты налогов указом бея.

## Армия
Туркменские племена отправлялись во время войн в походы под командованием своих вождей, а после войны они возвращались к местам проживания. В бейликах в армию входили как тимариоты, приводившие с собой всадников, так и пеших воинов. Тимариоты были обязаны содержать воинов в количестве, пропорциональном доходу предоставленного им тимара. Когда владелец тимара умирал, он передавал его своим детям. В бою армия была разделена на три части: центр, левый и правый фланг. В каждом фланге были передовой отряд и резерв. Правитель командовал силами в центре, а младшие беи — флангами. Если у правителя не было достаточно взрослого сына, флангом командовал доверенный эмир или родственник правителя. Главнокомандующего флангом часто называли субаши. Воины использовали стрелы, луки, мечи, щиты, копья, кинжалы, дубинки, топоры, катапульты. Кроме того, в войсках были музыканты, игравшие на барабанах, зурнах, и других инструментах.
Караманогуллары могли выставить армию и двадцати пять тысяч всадников и двадцать пять пеших воинов, Гермияногуллары — более двухсот тысяч, Эшрефогуллары — семьдесят тысяч, Хамидогуллары — сорок тысяч пеших и конных, Джандарогуллары — двадцать пять тысяч всадников, Ментешеогуллары — сто тысяч, Айдыногуллары и Каресиогуллары — по семьдесят тысяч.
Ахи в бейликах имели вооружённые организации. Ибн Батута рассказывал об отрядах ахи, которые он видел в Денизли. Эти отряды имели охранные функции. Шихабуддин аль-Умари писал, что Гермияногуллары и Хамидогуллары проводили смотры и учения. Гермияногуллары собирали солдат у своих границ и проводили учебные манёвры там.
В приморских бейликах был флот.

## Культура
В XIV и XV веках в бейликах уделялось внимание наукам и литературе, анатолийские города (Конья, Кайсери, Нигде, Сивас, Кастамону, Анкара, Синоп, Кютахья, Бирги, Тир, Печин в районе Миляса, Аясолук, Бурса, Изник, Денизли, Гюльшехир, Кыршехир, Амасья, Анкара) стали культурными центрами. Беи приглашали учёных и поощряли их деятельность, они придавали большое значение строительству медресе, библиотек, имаретов и мечетей. Большинство беев не знало языков, кроме турецкого, поэтому они поощряли написание произведений на турецком языке, что послужило развитию национального языка. Благодаря этому было написано много обретавших популярность героических повествований (о Баттале Гази, о гази Сары Салтуке, о  Мелике Данышменде), любовно-романтических поэм («Юсуф и Зулейха» Шейяда Хамзы), трудов по медицине, астрономии, истории, мистике, а также в религиозных областях. Большое развитие в Анатолии в период бейликов получил суфизм, он оказал значительное влияние на духовную жизнь Анатолии. Многие поэты и писатели периода бейликов, заложившие основы турецкой литературы, были связаны с суфизмом. Джалаладдин Руми длительное время жил в Конье, перешедшей к Караманидам. Там же жил и его сын, султан Валад. Поэт Юнус Эмре (1250—1320) был мюридом суфийского шейха, всю жизнь он провёл в Малой Азии. Поэт Ашик-паша (1271—1332), который пытался «соединить суфийские этические нормы с представлениями ортодоксального ислама», также жил в Малой Азии. Живший при дворе правителей Айдыногуллары, а затем Гермияногуллары, поэт Ахмеди написал «Искандер-наме» — энциклопедию знаний той эпохи. Правители бейликов поощряли переводы на  турецкий язык самой разнообразной литературы.
Правитель Амасьи Хаджи Шадгельды его сын Эмир Ахмед, Кади Бурханеддин, правитель Мардина Джихангироглу Касым, Исмаил-бей Джандароглу имели библиотеки, причём, по словам И. Узунчаршилы, библиотека Измаила-бея была публичной. В каждом медресе также были небольшие библиотеки для учеников. Все книги медресе были пожертвованы благотворителями.

## Строительство и ремесло

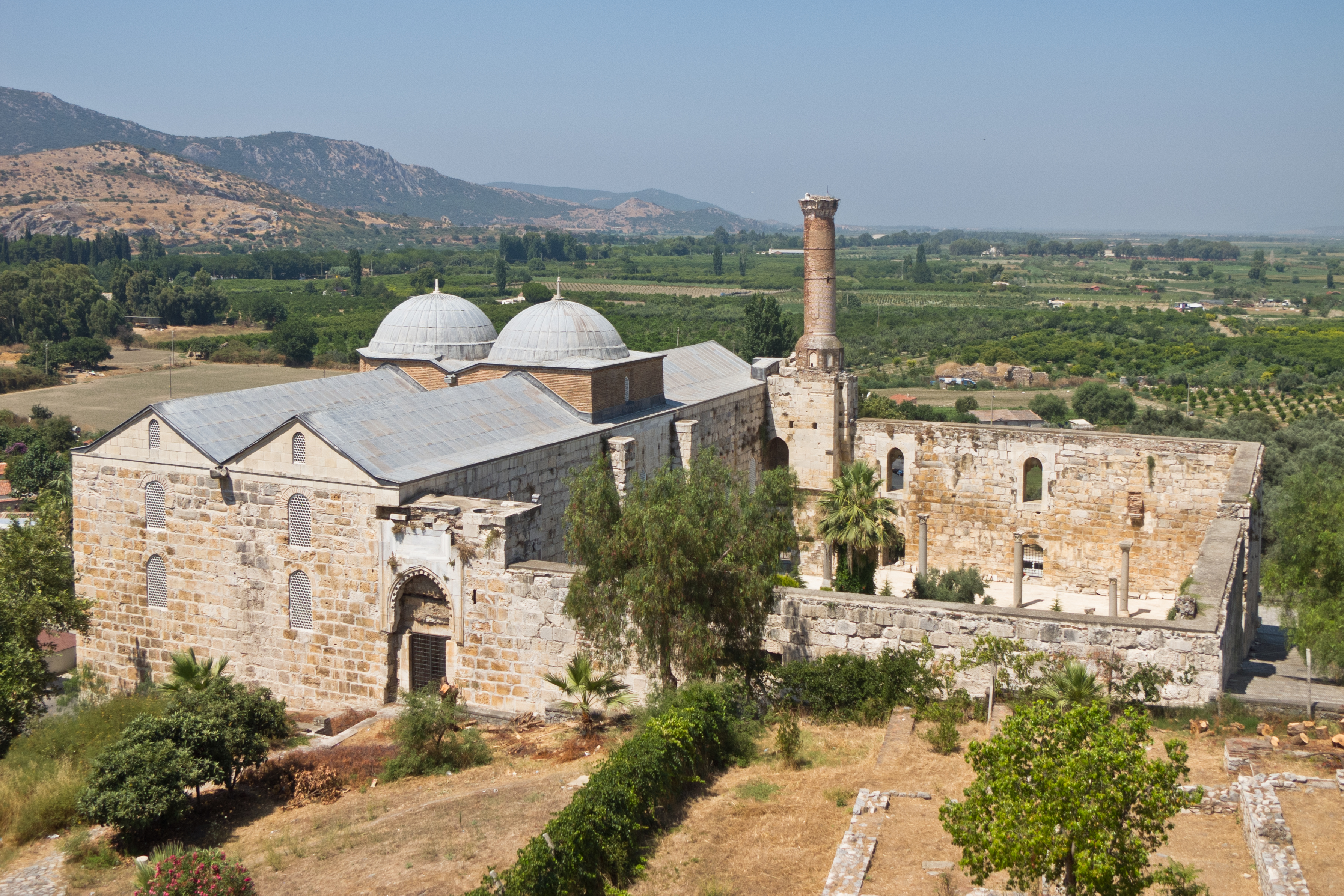
Мечеть Исы-бея (1374—1375).

От периода бейликов осталось множество архитектурных сооружений, изделий мастеров по гравировке по дереву и металлу, лепке и искусству вышивки. В бейликах Караманогуллары и Эшрефогуллары более других было развито искусство архитектуры в стиле анатолийских сельджуков. После них можно упомянуть сооружения Исы-бея Айдыноглу и Ильяса-бея Ментешеоглу. Архитектурные работы в других бейликах не так похожи на сельджукские постройки с богатым декором, а проще.
Искусство резьбы по дереву и камню было развито в тех же бейликах: Караманогуллары и Эшрефогуллары, за ними Айдыногуллары и Ментешеогуллары. Можно упомянуть отдельные сооружения Джандарогуллары и Саруханогуллары. Среди лучших примеров искусства резьбы: кафедра мечети Ибрагима-бея в Аксарае; алтарь мечети Ташкинбаба, вырезанный из дерева в деревне Дамса в Ургюпе; створки окон медресе Ибрагима-бея в Карамане; кафедра мечети Эшрефоглу в Бейшехире; михраб и оконная резьба мечети Айдыноглу Мехмеда-бея в Бирги; мраморные резные украшения на фасаде мечети Ильяса-бея Ментешеоглу; резьба створок окон, дверей и михраба мечети Исы-бея в Аясолуке; резные деревянные двери мечети Ибни Неджджар или Элигузель в Кастамону; кафедра мечети Исхака-бея Саруханоглу являются самыми изысканными произведениями искусства резьбы периода анатолийских бейликов.
В бейликах было популярно украшать здания плиткой. В этом мастера Караманогуллары и Эшрефогуллары тоже на первом месте. Судя по изразцам интерьера мечети Эшрефоглу в Бейшехри, мастера подражали сельджукским.

## Экономика
Основными торговыми центрами периода бейликов были Трабзон, Самсун и Синоп (на побережье Чёрного моря); Фоча, Измир и Аясулук (на берегу Эгейского моря), Анталия и Алайе (на побережье Средиземного моря), Сивас, Кайсери и Конья (в центральной Анатолии). Во всех бейликах уделялось большое внимание производству, сельскому хозяйству и торговле. Через Анатолию проходили торговые пути. Для обеспечения безопасности путешественников и караванов на дорогах, пересекавших Анатолию, были построены дороги, мосты, и караван-сараи, и ханы (постоялые дворы). Караван-сараи, построенные ещё в период сельджуков, тоже продолжали функционировать. Бейлики были посредниками в торговле между Востоком и Западом, Севером и Югом, что приносило ощутимый доход. Например, Караманогуллары собирали таможенные пошлины с генуэзских и венецианских купцов, отправлявших товары в Анатолию через Кипр и порты Силифке, Анамур, Алаийе и Манавгат, и собирали налог со всех купцов у Киликийских Ворот.
Основой экономики было сельское хозяйство. В бейликах в зависимости от конкретных условий производили злаки, фрукты, хлопок, шёлк, пчелиный воск, мёд, воск, в горах и предгорьях было распространено скотоводство. Большая часть производимого шла для внутреннего потребления, а излишки экспортировались, как в соседние области, так и за моря. Ткани и ковры из Анатолии пользовались спросом не только в Европе. Ибн Баттута писал, что ковры и ткани из Анатолии увозили торговцы в Сирию, Египет, Ирак, Индию и даже Китай. Разрабатывались серебряные рудники в районах Кютахьи, Амасьи, Кастамону и Байбурта, а также квасцовые рудники в Фокее, Чаркикарахисаре, Улубате и Кютахье. Разведение лошадей, различных охотничьих птиц, овец и коз также приносило значительный доход.

## Значение
Вторая волна миграции туркменов в Малую Азию сыграла роль в ускорении процесса этногенеза турецкой нации. Языковая ассимиляция и исламизация немусульманского населения Анатолии в этот период активизировались. Турецкий этнос в основном сформировался к концу периода бейликов.